# Distretto di Manawatū
Il distretto di Manawatu è un'autorità territoriale della Nuova Zelanda che si trova entro i confini della regione di Manawatu-Wanganui, nell'Isola del Nord. La sede del Consiglio distrettuale si trova nella città di Feilding.
Il Distretto si trova nella parte meridionale dell'isola, vicino all'omonimo fiume Manawatu River. La città di Feilding, il capoluogo, conta circa 12 700 abitanti, poco meno della metà dell'intera popolazione del Distretto. Altri centri sono Halcombe, Himatangi, Bainesse, Bunnythorpe, Waituna West, Kimbolton, Apiti, Rangiwahia, Longburn, Rongotea, Pohangina, Tangimoana, Himatangi Beach e Sanson.
Il Distretto venne creato nel 1989 unendo le contee di Manawatu, Oroua, Kiwitea, Pohangina e parte di quella di Kairanga.